# 湍口镇
湍口镇，是中华人民共和国浙江省杭州市临安区下辖的一个镇。

## 辖区
该镇辖有：迎丰村、桐坑村、湍口村、凉溪村、三联村、塘秀村、塘溪源村、石室村、湍源村、洪岭村、雪山村、二联村、童家村。